# Тонне-Шарант
Тонне́-Шара́нт (фр. Tonnay-Charente) — коммуна во Франции, находится в регионе Пуату — Шаранта. Департамент коммуны — Приморская Шаранта. Входит в состав кантона Тонне-Шарант. Округ коммуны — Рошфор.
Код INSEE коммуны — 17449.

## Население
Население коммуны на 2010 год составляло 7758 человек.
| 1962 | 1968 | 1975 | 1982 | 1990 | 1999 | 2010 |
| ---- | ---- | ---- | ---- | ---- | ---- | ---- |
| 5732 | 6332 | 6430 | 6380 | 6814 | 6629 | 7758 |